# Клеохарія
Клеохарія (дав.-гр. Κλεοχαρία) — персонаж давньогрецької міфології, наяда, дочка Океана або річкового бога на ім'я Еврот, дружина напівбога царя Лаконії Лелега.
Про неї існують різні версії. Згідно з однією вона мала від Лелега сина Еврота, який привів води річки до Спарти. За іншою версією вона є предком спартанської королівської родини та народила від Лелега двох дітей: Мілета і Полікаона. А Мілет мав сина Еврота, якій згідно з цією версією таким чином був онуком Клеохарії. У Еврота була дочка на ім'я Спарта , яка одружилась з
Лакедамоном. Він по смерті Спарти назвав її ім'ям місто, хоча його називали й на честь самого Лакедамона.